# Farminhão
Farminhão is een plaats (freguesia) in de Portugese gemeente Viseu en telt 787 inwoners (2001).